# اووه-ینس مای
اووه-ینس مای (انگلیسی: Uwe-Jens Mey؛ زادهٔ ۱۳ دسامبر ۱۹۶۳) اسکیت‌باز سرعت اهل آلمان بود.